# Pierre de Gargantua (Doingt)
Pour les articles homonymes, voir Pierre de Gargantua.
La pierre de Gargantua, appelée aussi doigt de Gargantua ou encore pierre fiche, est un menhir situé à Doingt, dans la Somme, en France.

## Historique
Le menhir est représenté sur une gravure de Louis Duthoit conservée au musée Alfred-Danicourt de Péronne. Le menhir est classé au titre des monuments historiques en 1840. La base du menhir a été fouillée en 1864 sans résultat connu mais une statuette de Mercure, datée de l'époque gallo-romaine et conservée au musée de Péronne, aurait été retrouvée à son pied à une époque inconnue.

## Description
Le menhir est constitué d'un bloc en grès de forme parallélépipédique mesurant 4,15 m de hauteur, mais il serait enfoncé sur 2,50 m de profondeur, 2 m de largeur en moyenne et 0,75 m d'épaisseur. Ses quatre faces sont orientées selon les points cardinaux, les deux plus grandes vers le nord et le sud.
C'est probablement l'un des plus beaux mégalithes du Nord de la France. 

## Légendes
Selon la légende, Gargantua passant à Péronne, se trouvant incommodé par une pierre entrée dans sa chaussure, la jeta au loin et elle vint se planter au lieu-dit Bosquet des Vignes à environ 1,5 km sur la rive droite de la Cologne. 
Une autre légende indique que, Gargantua aurait dressé la pierre pour boucher une source qui inondait le pays.
Une troisième légende rapporte que, les fées des bois de Rocogne et les sorciers venaient danser en rond la nuit autour de la pierre.